# Toy Story 3 - La grande fuga
Toy Story 3 - La grande fuga (Toy Story 3) è un film d'animazione del 2010 diretto da Lee Unkrich; prodotto da Pixar Animation Studios, in co-produzione con Walt Disney Pictures, e distribuito da Walt Disney Studios Motion Pictures.
Scritto da Michael Arndt, il film è l'11º lungometraggio Pixar, nonché terzo capitolo dell'omonimo franchise dopo Toy Story - Il mondo dei giocattoli e Toy Story 2 - Woody e Buzz alla riscossa, uscito ben 11 anni prima; alla pellicola prendono parte come doppiatori Tom Hanks, Tim Allen, Joan Cusack, Don Rickles, Wallace Shawn, Michael Keaton, Timothy Dalton, Bonnie Hunt e Whoopi Goldberg. Un primo tentativo di realizzare il film era stato fatto dalla Circle 7 Animation, il reparto di animazione digitale fondato dalla Disney nel 2005, ma l'acquisizione della Pixar da parte degli studi Disney fermò il progetto, che fu riavviato nel 2006 sotto la guida della Pixar.
Toy Story 3 - La grande fuga uscì nelle sale cinematografiche statunitensi il 18 giugno 2010, mentre in Italia, dopo la première mondiale tenutasi al Taormina Film Fest il 12 giugno 2010, la pellicola debuttò nei cinema il 7 luglio dello stesso anno. Come i suoi predecessori, Toy Story 3 ha ricevuto il plauso della critica al momento dell'uscita, con i critici che hanno elogiato le prestazioni vocali, la sceneggiatura, la profondità emotiva, l'animazione e la colonna sonora di Randy Newman. È stato il primo film d'animazione a incassare oltre 1 miliardo di dollari in tutto il mondo e la pellicola animata più redditizia di sempre (primato detenuto fino al 2014, quando è stato superato da un altro film Disney-Pixar, Frozen - Il regno di ghiaccio; ad oggi è 10° in tale lista), oltre ad aver avuto cinque candidature ai Premi Oscar 2011, vincendo il riconoscimento come miglior film d'animazione e migliore canzone (We Belong Together, scritta ed eseguita da Randy Newman): inoltre, venne candidato come miglior film assoluto, risultando essere il terzo (e ad oggi ultimo) film d'animazione candidato in tale categoria. 
La serie è proseguita con Toy Story 4, uscito il 21 giugno 2019.

## Trama
Andy, il proprietario di Woody, Buzz Lightyear, Jessie e degli altri giocattoli, è ormai cresciuto e, all'età di 17 anni, sta per partire per il college; ciò nonostante è ancora molto affezionato ai suoi compagni d'infanzia e, spinto dalla madre a liberare la sua stanza, decide di conservarli nella soffitta di casa. I giocattoli vengono quindi messi dentro un sacco della spazzatura per essere riposti in soffitta, ad eccezione di Woody che viene messo nella scatola degli oggetti da portare al college. La madre di Andy, però, vedendo il sacco, crede che esso contenga rifiuti e lo getta via. I giocattoli riescono ad uscire dal sacco appena prima che il camion della nettezza urbana lo prelevi e si rifugiano nella macchina della signora Davis, dove trovano lo scatolone con i vecchi giocattoli di Molly, la sorella di Andy, da donare all'asilo. Woody raggiunge gli amici, ma scopre che essi, credendo che Andy volesse gettarli, hanno deciso di farsi portare anche loro all'asilo. Per non abbandonare i suoi amici, entra anch'egli nello scatolone destinato all'asilo Sunnyside Daycare.
I giocattoli di Andy ricevono un caloroso benvenuto da quelli dell'asilo, comandati dall'orsacchiotto rosa Lotso Grandi Abbracci. Dopo aver cercato invano di persuadere i suoi amici a tornare da Andy, Woody li abbandona a malincuore. Mentre il cowboy si avvia verso l'uscita, gli altri scoprono di essere stati destinati all'"Aula Bruco", quella dei bimbi più piccoli, che rovinano tutto quello che capita loro a tiro. Avendo visto che nell'asilo esiste anche l'"Aula Farfalla", con bimbi più grandi che trattano molto meglio i giocattoli, Buzz va a chiedere a Lotso di cambiare classe. Egli inizialmente acconsente, ma quando lo space ranger estende la richiesta anche ai suoi amici, l'orso mostra la sua vera natura, convincendo i suoi sgherri a resettare Buzz, facendolo ritornare uno space ranger intransigente e disciplinato ed assegnandogli la missione di sorvegliare i suoi ex compagni, che vengono fatti prigionieri.
Woody, riuscito a scappare dal Sunnyside lanciandosi dal tetto, si impiglia in un albero e viene raccolto da Bonnie, la bimba figlia della proprietaria dell'asilo, che lo porta a casa con sé. A casa della bambina, Woody dopo tanti anni si diverte nel giocare con Bonnie e fa conoscenza con i suoi giocattoli; uno di loro, il clown Chuckles, gli rivela la verità sul passato di Lotso e il Sunnyside: l'orsacchiotto rosa, un bambolotto di nome Bimbo e Chuckles stesso erano una volta di proprietà di Daisy, una bambina a cui erano molto affezionati e che li aveva smarriti. I tre erano riusciti a fare ritorno a casa, ma lì Lotso aveva scoperto con sgomento che i genitori avevano già comprato a Daisy un nuovo orsacchiotto uguale. L'esperienza si era rivelata uno shock per Lotso, che aveva costretto Bimbo e Chuckles ad andarsene con lui, convincendoli che la bambina avesse rimpiazzato anche loro. I tre si erano così stabiliti al Sunnyside, da cui Chuckles è stato portato a casa da Bonnie, mentre l'orso e il bambolotto hanno fatto diventare l'asilo un vero e proprio carcere per giocattoli: chiunque tenti la fuga o infranga le dure regole imposte viene chiuso per tutta la notte in un cassone pieno di sabbia nel parco giochi. Il Sunnyside è inoltre dotato di torce e di telecamere di sicurezza, controllate durante la notte da una scimmia giocattolo che, non appena vede qualcosa di sospetto, dà l'allarme suonando grossi piatti.
Il cowboy, sconvolto da quanto ha scoperto, ritorna quindi al Sunnyside facendosi portare da Bonnie per aiutare i suoi amici ad evadere dall'asilo dove nel frattempo, tramite l'ausilio del suo occhio dimenticato a casa in camera da letto, Mrs. Potato scopre che Woody aveva detto la verità e che Andy li sta cercando. All'asilo, il cowboy riesce a neutralizzare la scimmia ed a strappare Buzz dalle mani di Lotso. Nel tentativo di farlo ritornare com'era prima, però, i giocattoli di Andy lo impostano per errore nella modalità in cui parla in spagnolo. Il gruppo mette comunque in opera un piano per fuggire dall'asilo attraverso lo scarico dei rifiuti, che però viene intercettato da Lotso. Woody avvia una discussione sul fatto che Daisy ha rimpiazzato solo lui, e sul fatto che se non poteva essere Lotso il suo giocattolo preferito, non potevano esserlo né Bimbo né Chuckles. A quel punto Bimbo si rende conto della perfidia di Lotso e lo getta nel cassonetto dei rifiuti, ma quest'ultimo riesce a trascinare con sé il cowboy. Buzz e gli altri si vedono quindi costretti a seguirli nel bidone; una volta dentro il camion della nettezza urbana, lo space ranger, nel tentativo di salvare Jessie, viene schiacciato da un televisore e l'incidente gli fa recuperare le impostazioni originali, tornando ad essere il Buzz che tutti conoscevano.
Il camion dei rifiuti porta i giocattoli alla discarica, dove essi vengono trasportati verso l'inceneritore. A un certo punto Lotso, apparentemente passato dalla loro parte, scorge il pulsante che permette di bloccare il macchinario; aiutato da Woody e Buzz, l'orso riesce a raggiungere il pulsante, ma all'ultimo momento si rifiuta di premerlo e lascia cadere il gruppo dentro l'inceneritore. All'interno della fornace, i giocattoli, non vedendo più via di scampo, si rassegnano al proprio destino e si prendono per mano per darsi forza nell'affrontare la propria tragica fine. D'un tratto un grosso artiglio, manovrato dai tre alieni figli adottivi di Mr. e Mrs. Potato, li raccoglie salvandoli dall'incenerimento. Woody e gli amici tornano a casa di Andy, mentre Lotso viene raccolto da un netturbino, che lo attacca al radiatore del proprio camion.
Dopo aver sentito Andy dire alla madre che lui sarà sempre al suo fianco, Woody si rende conto che lui e gli altri giocattoli sarebbero più utili altrove, quindi scrive un biglietto in cui suggerisce al ragazzo di regalare i giocattoli a Bonnie. Andy, una volta letto il messaggio, va da Bonnie e le mostra tutti i giocattoli, presentandoli uno ad uno, finché, sul fondo dello scatolone, trova Woody, non capendo come sia finito lì. Dopo una iniziale esitazione regala anche lo sceriffo alla bimba, passando poi il pomeriggio a giocare con lei. Quando alla fine Andy si allontana in auto per andare al college, Woody saluta commosso il suo vecchio padrone: ora i giocattoli possono iniziare la loro nuova vita con Bonnie.

## Personaggi
- Woody, doppiato in originale da Tom Hanks, e in italiano da Fabrizio Frizzi: pupazzo di uno sceriffo cowboy. È il giocattolo preferito di Andy e per questo ha una posizione speciale sul letto, ottenendo quindi il ruolo di leader di tutti i giocattoli.
- Buzz Lightyear, doppiato in originale da Tim Allen, e in italiano da Massimo Dapporto: uno Space Ranger di Star Command. È un nuovo giocattolo in plastica con voce elettronica, ali e laser (un LED). Buzz è un regalo del compleanno di Andy e diventerà da quel momento in poi, il suo giocattolo preferito, scalzando Woody da quel ruolo che ricopriva da anni. Tuttavia i due diventano amici nel corso dei tre episodi. È innamorato di Jessie.
- Jessie, doppiata in originale da Joan Cusack, e in italiano da Ilaria Stagni: è una cowgirl di pezza, facente parte della stessa linea di Woody. Entrambi, infatti, erano stati usati nel popolare show televisivo degli anni cinquanta Woody's Round-Up. Soffre di claustrofobia, dovuto al fatto che tanto tempo fa, era stata abbandonata da Emily, la sua precedente padrona. È innamorata di Buzz.
- Lotso Grandi Abbracci, doppiato in originale da Ned Beatty, e in italiano da Riccardo Garrone: noto semplicemente come Lotso, è un orsacchiotto rosa che profuma di fragole, leader dei giocattoli al Sunnyside Daycare. Lotso, insieme al bambolotto Bimbo ed al clown Chuckles, apparteneva ad una bimba, Daisy, che durante una gita fuori porta li aveva dimenticati in aperta campagna. I tre erano riusciti a fare ritorno a casa, dove però avevano scoperto che i genitori della bambina avevano rimpiazzato Lotso con un altro esemplare della stessa linea. L'orsacchiotto, sconvolto, aveva convinto Bimbo e Chuckles che la piccola avesse rimpiazzato anche loro e, insieme, erano arrivati al Sunnyside, dal quale poi Chuckles è stato portato via da Bonnie dopo essersi rotto. Con il tempo divenne il capo indiscusso dei giocattoli dell'asilo, governando in modo dispotico, malvagio e tirannico, anche se quando entra in scena appare simpatico, gentile ed accomodante; la sua figura è ispirata a quella del dittatore fascista Benito Mussolini.
- Mr. Potato, doppiato in originale da Don Rickles, e in italiano da Angelo Nicotra: basato sull'omonimo pupazzo della Hasbro, è una testa a forma di patata da cui si possono staccare tutti i componenti della faccia (occhi, naso, orecchie). Insieme a lui, la moglie Mrs. Potato che, in questo episodio, è alla continua ricerca del suo occhio mancante, grazie al quale i giocattoli scopriranno che Andy non aveva intenzione di gettarli e che Woody aveva detto la verità.
- Ken, doppiato in originale da Michael Keaton, e in italiano da Fabio De Luigi: è il fidanzato e compagno di Barbie. Inoltre è la guida dell'asilo per Woody e i suoi amici. Inizialmente complice di Lotso, Ken si innamorerà di Barbie e i due prenderanno il posto di Lotso nella gestione del Sunnyside, facendolo diventare un vero paradiso per i giocattoli. Ken è basato sulla versione Animal Lovin del 1988.[8]
- Barbie, doppiata in originale da Jodi Benson, e in italiano da Claudia Gerini: appartenuta a Molly, viene inizialmente destinata al Sunnyside da quest'ultima. Devastata dall'abbandono di Molly, si unirà agli altri giocattoli e, una volta all'asilo, troverà Ken, che la spingerà a passare dalla propria parte. Tuttavia, una volta scoperte le reali intenzioni di Lotso, tornerà con Buzz e gli altri, tentando di convincere Ken a fare altrettanto. Barbie è basata sul modello del 1984 Great Shape della famosa bambola.[8]
- Bonnie, doppiata in originale da Emily Hahn, e in italiano da Arianna Vignoli: è la bambina proprietaria di Dolly, una bambolina di pezza, Mr. Pricklepants, un riccio di peluche appassionato di recitazione, Trixie, una triceratopo giocattolo (creato dalla stessa fabbrica di Rex), Cono di Panna, un unicorno giocattolo, Chuckles, un clown giocattolo molto malinconico, alcuni piselli giocattolo contenuti dentro una piccola fodera a forma di baccello ed un peluche di Totoro. La bambina riceverà in dono i giocattoli di Andy. Per differenziare i giocattoli, i realizzatori pensarono al gruppo di Woody e Buzz come un team di lavoro, con al vertice Andy, mentre ai giocattoli di Bonnie come una compagnia teatrale guidata dall'attore shakespeariano Mr. Pricklepants.[9]

## Produzione

### Sviluppo

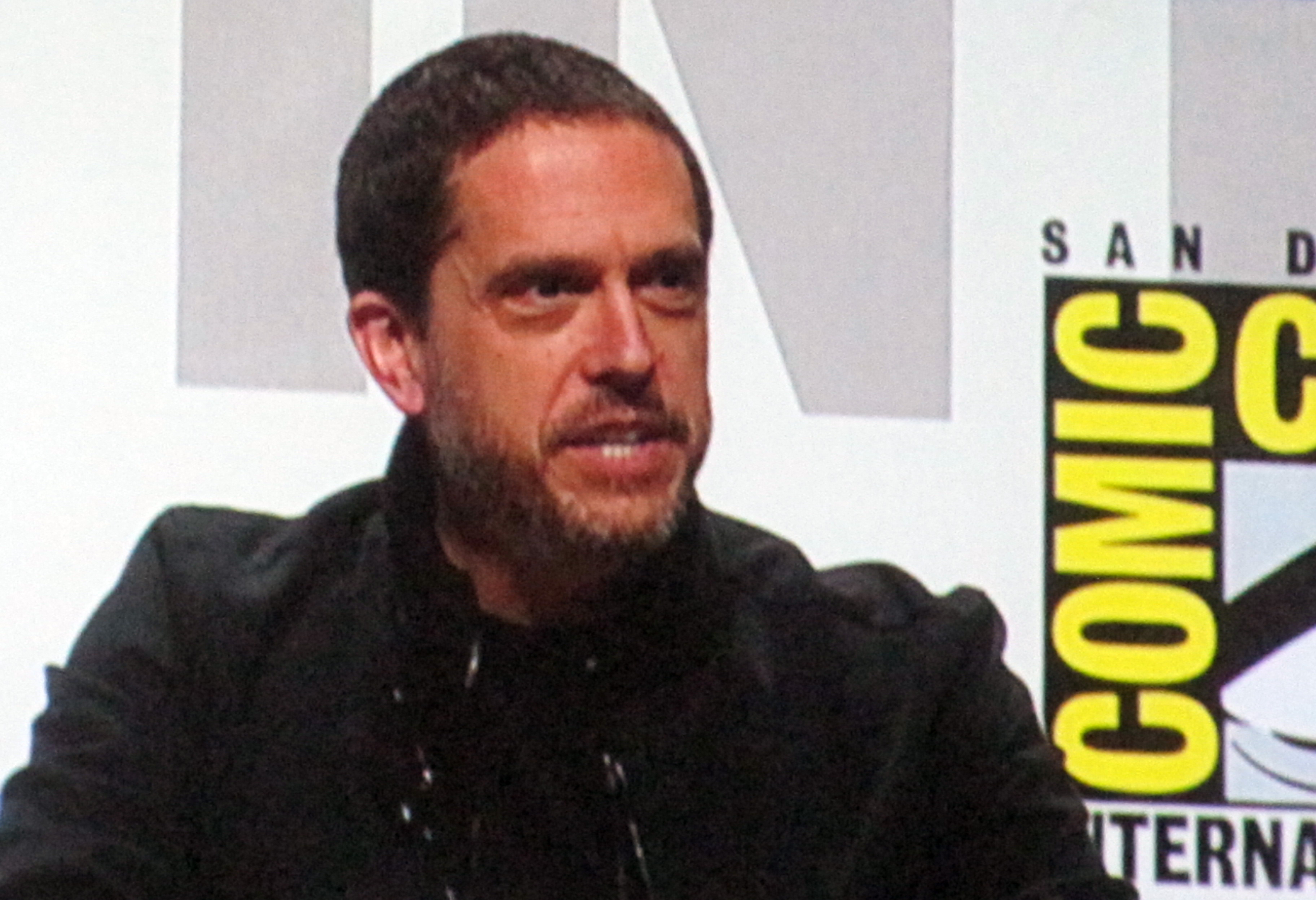
Il regista Lee Unkrich al panel di Toy Story 3, alla WonderCon 2010 di San Francisco

Toy Story 3 ebbe una gestazione travagliata, tanto che nel corso degli anni passò attraverso due studi di animazioni e altrettanti registi. Idee di un secondo seguito di Toy Story iniziarono a circolare subito dopo l'uscita di Toy Story 2, che raccolse i favori di critica e pubblico e incoraggiò lo studio a realizzare un altro episodio. John Lasseter fu favorevole all'idea a tal punto che, nonostante i problemi attraversati durante la produzione di Toy Story 2 (quali il cambio di regia e la decisione di riscrivere e animare dal principio gran parte della pellicola a un anno dalla data di uscita prevista) pensò di iniziare immediatamente la produzione di Toy Story 3, affidando la regia ad uno dei suoi collaboratori. Joe Ranft iniziò a sviluppare diverse idee ed era in procinto di stendere un abbozzo di sceneggiatura quando una disputa tra la Disney e la Pixar bloccò qualsiasi tentativo di produzione che coinvolgeva i personaggi della serie. Scaduto l'accordo di produzione tra le due compagnie nel 2004, la Disney, forte del fatto di detenere i diritti sui personaggi di tutti i film fino ad allora prodotti e sugli eventuali seguiti, mise in piedi lo studio di animazione al computer Circle 7 Animation, con l'intento di produrre film e serie televisive senza il coinvolgimento della Pixar, per non doverne dividere i profitti.
La prima produzione messe in cantiere fu proprio Toy Story 3, che sarebbe stata diretta da Bradley Raymond, regista di Il re leone 3: Hakuna Matata. Il progetto, tuttavia, si rivelò controproducente quando l'amministratore delegato Michael Eisner lasciò la Disney nell'ottobre 2005. Nel 2006 la Disney acquistò la Pixar, diventando così il più grande studio d'animazione del mondo. John Lasseter ed Ed Catmull erano ora a capo del reparto animazione. Il rimpiazzo di Eisner, Robert Iger, affidò le sorti dello studio a Lasseter e Catmull, che fecero chiudere Circle 7 e tutti i progetti in via di sviluppo, compreso Toy Story 3. In maggio, Iger annunciò che Toy Story 3 sarebbe ripartito sotto la guida della Pixar.

### Regia

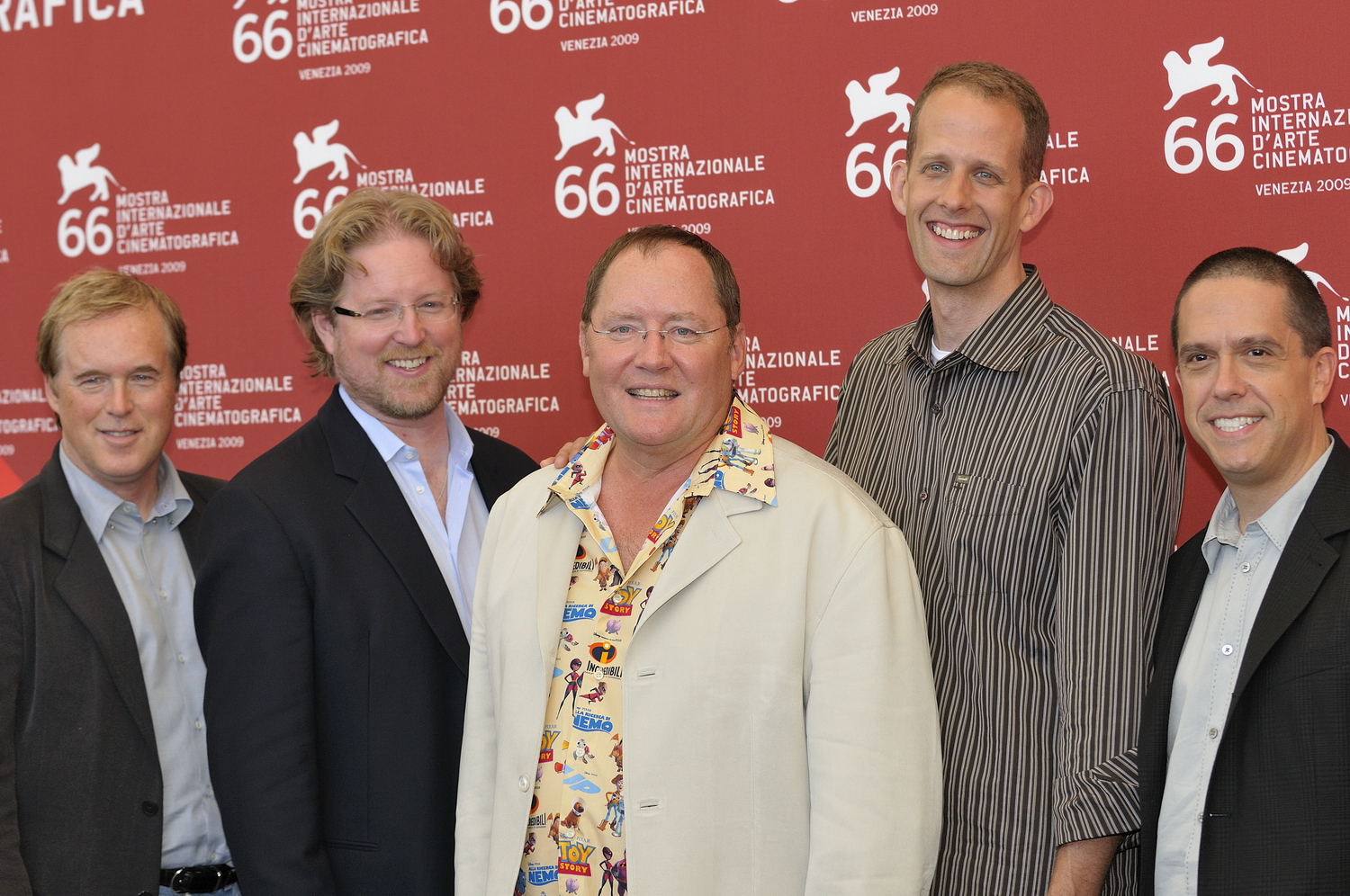
Brad Bird, Andrew Stanton, John Lasseter, Pete Docter e Lee Unkrich al Festival di Venezia, premiati con il Leone d'oro alla carriera.

Nel febbraio 2007 venne annunciato che Lee Unkrich avrebbe diretto la pellicola. Il regista fu intimorito dal fatto di essere il primo a lavorare come regista ad un film Pixar senza essere un animatore. Unkrich aveva acquisito esperienza lavorando come co-regista a Toy Story 2, Monsters & Co. e Alla ricerca di Nemo, e aveva imparato che non occorreva conoscere a fondo le tecniche d'animazione, ma avere delle opinioni sulle interpretazioni, come se gli animatori fossero attori, dando loro suggerimenti su cosa il personaggio doveva trasmettere o comportarsi.
Temendo che il terzo capitolo non fosse all'altezza degli episodi precedenti, il regista e i suoi collaboratori presero ad esempio di conclusione naturale, coerente e non artificiosa Il ritorno del re, terzo capitolo della saga de Il Signore degli Anelli.
Il 3D di Toy Story 3 venne curato da Bob Whitehill, supervisore della stereoscopica di Up e della riconversione degli altri due Toy Story, attraverso il metodo di produzione Disney Digital 3-D. Il lavoro, facilitato dall'esperienza accumulata con la conversione dei primi due capitoli della saga, occupò l'ultimo anno di produzione della pellicola, ma la progettazione iniziò ben quattordici mesi prima dell'uscita nei cinema. Whitehill, il cui compito fu inficiato da molti compromessi, primo tra tutti il fatto che i singoli reparti si mostrarono più propensi a come rendere al meglio il proprio lavoro, piuttosto che preoccuparsi della resa 3D, non ebbe potere decisionale sulle inquadrature da utilizzare, ma riuscì a cambiarne alcune in quanto oggetti sfocati in secondo piano catturavano l'attenzione molto più di quelli in primo piano, o prolungarne altre per sfruttare a pieno l'effetto tridimensionale.
Il processo di rendering, che richiese tra le due e le trenta ore per fotogramma (a seconda delle inquadrature più o meno complesse), consistette nel renderizzare praticamente due film, la versione per l'occhio sinistro e quella per l'occhio destro, che andavano a ricreare la versione stereoscopica. Questo processo avvenne quasi in contemporanea, per evitare che qualcosa nel frattempo - un codice o un'ombreggiatura aggiornata - cambiasse nel fotogramma originale. Se così fosse stato, infatti, la versione per l'occhio destro sarebbe risultata diversa e non avrebbe combaciato con quella per l'occhio sinistro. Il 3D venne usato maggiormente nei momenti in cui i personaggi sono in pericolo, per sottolineare la tensione e il senso di insicurezza, mentre nelle scene ambientate nella stanza di Andy, il mondo in cui vivono da sempre, risulta meno evidente.

### Sceneggiatura
I lavori sulla sceneggiatura del film iniziarono nel 2006, quando John Lasseter, Andrew Stanton, Pete Docter, Lee Unkrich, Bob Peterson, Jeff Pidgeon e Darla K. Anderson tornarono al Loft del poeta, un edificio a Tomales Bay, nel quale avevano concepito la trama di Toy Story, e stesero le basi per il nuovo episodio. Il team creativo ignorò deliberatamente la versione della Circle 7, preferendo ideare qualcosa di vicino allo spirito dell'originale Toy Story (la prima stesura della Circle 7 partiva infatti dalla premessa di un malfunzionamento di Buzz Lightyear, che, dopo aver ferito accidentalmente il suo proprietario, veniva spedito al centro d'assistenza di Taipei, costringendo Woody e gli altri a intraprendere il viaggio per salvare il giocattolo).
Stanton si prese una pausa dalla lavorazione di WALL•E per scrivere un trattamento di venti pagine, che venne rielaborato dallo sceneggiatore Michael Arndt e dallo stesso Unkrich. Arndt non fu l'unico a mettere mano alla storia, che in realtà fu frutto di una collaborazione più ampia. La sceneggiatura, infatti, fu integrata da Unkrich, dallo story team, un reparto addetto unicamente alla creazione di scene e gag, e allo sviluppo narrativo e dal Pixar Brain Trust (composto da Lasseter, Docter, Stanton, Arndt, Peterson, Brad Bird e Brenda Chapman), il quale, dopo aver visionato periodicamente gli story reel, aiutava il team con consigli e suggerimenti. Dopodiché, il film veniva smembrato in una ventina di sequenze, che potevano essere riscritte un numero variabile di volte prima di ottenere l'approvazione finale (alcune scene cruciali vennero sviscerata in sessanta bozze differenti). Molte delle situazioni e dei personaggi presenti nel film derivano da concetti scartati da altri progetti Pixar, come Lotso, originariamente apparso nel trattamento del seguito abortito di Tin Toy, A Tin Toy Christmas, la cui storia sarebbe poi dovuta confluire in Toy Story. Altri snodi narrativi, invece, presero spunto da eventi realmente accaduti, come la scena dello scambio dei giocattoli nel sacco della spazzatura, basata su un fatto capitato al regista, che durante un trasloco aveva accidentalmente gettato un sacco contenente la collezione di peluche della moglie, scambiandolo per immondizia.
L'elemento del film di fuga presente nel secondo atto venne introdotto dopo la visita in diversi asili che, con le telecamere e gli alti muri, sembravano ricreare l'ambiente carcerario. Tra le opere che funsero da ispirazione, il regista citò Nick mano fredda, La grande fuga e Prima di mezzanotte.
Durante la pre-produzione i realizzatori videro che la sequenza d'apertura, originariamente pensata per il primo episodio, ma tagliata per motivi di tempo e budget, non stava funzionando a dovere: il salto da un'immaginifica scena d'azione alla realtà di un Andy cresciuto sembrava troppo brusco. Perciò, idearono una transizione più dolce con l'espediente delle registrazioni di Andy da bambino, che datava però la scena d'apertura all'epoca in cui il ragazzo possedeva tutti i suoi giocattoli. Unkrich dichiarò che se avesse potuto rimettere mano al film, avrebbe inserito nell'inseguimento il personaggio di Bo Peep, la cui presenza avrebbe reso ancora più significativa la scena.

### Cast
Al processo di sceneggiatura si affiancò ben presto quello della scelta delle voci dei personaggi e della registrazione dei dialoghi. Nella versione originale del film, a doppiare la pellicola compaiono attori come Tom Hanks, Tim Allen, Ned Beatty e Whoopi Goldberg.

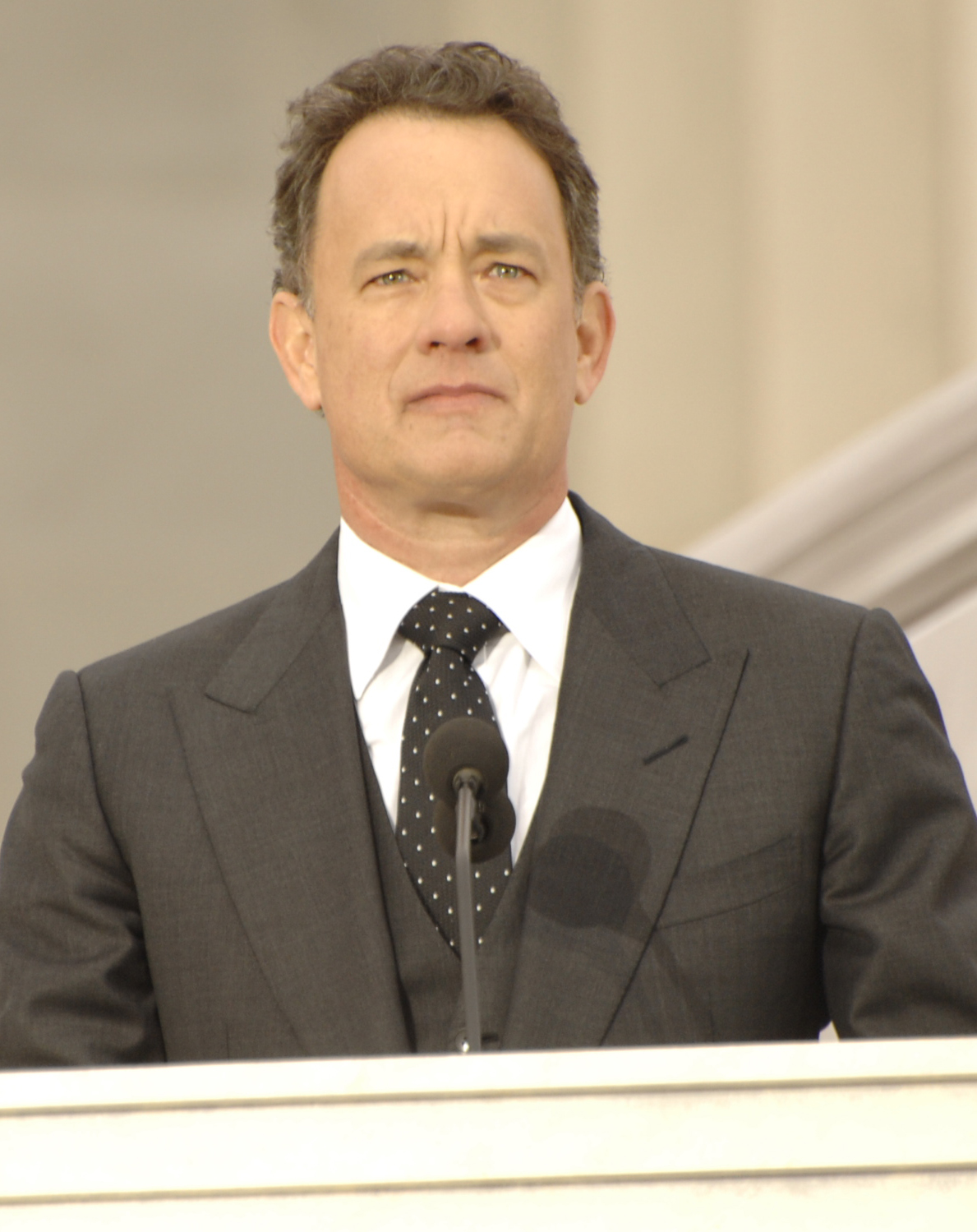
Tom Hanks, doppiatore di Woody, nel 2009.

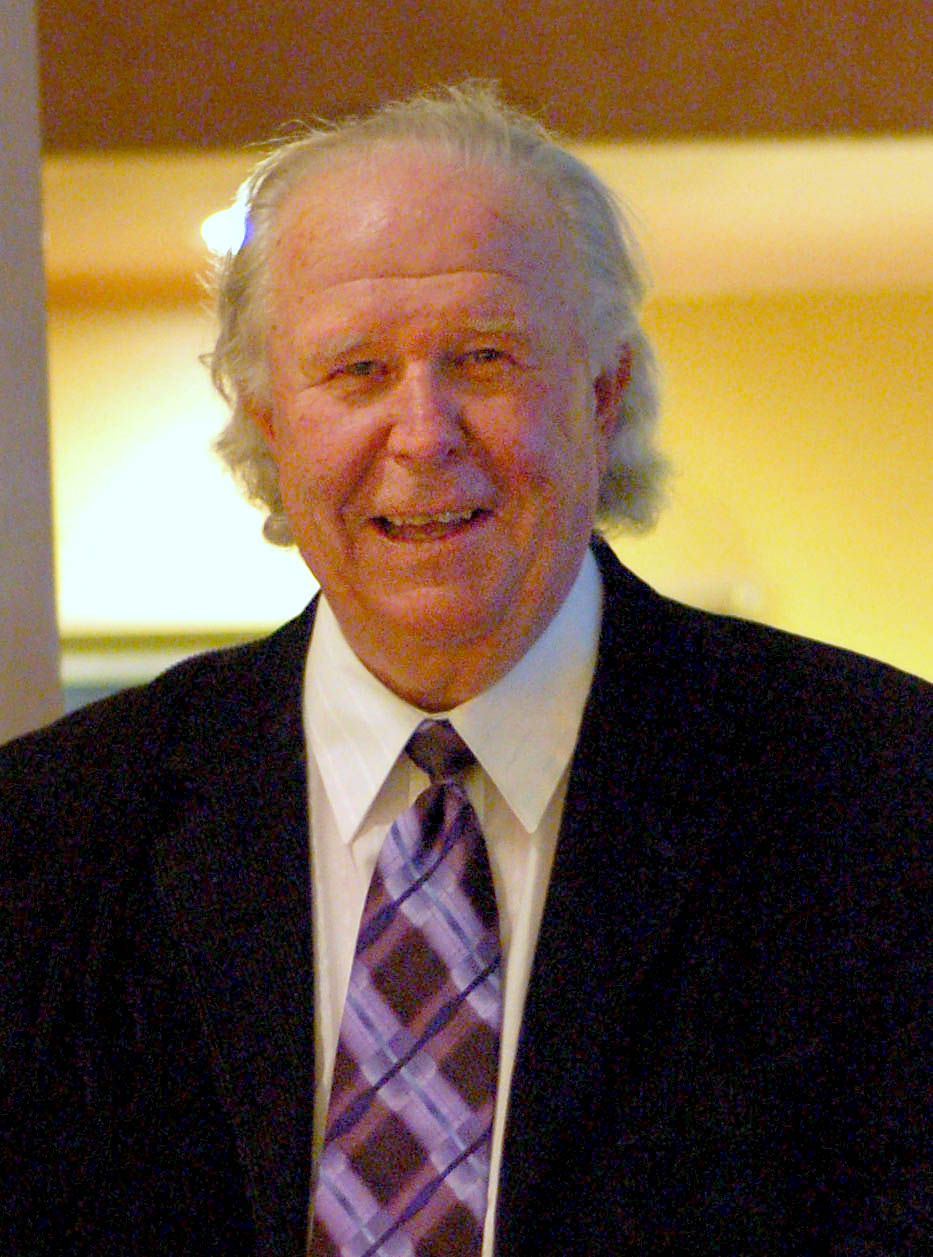
Ned Beatty, doppiatore di Lotso, nel 2006.

- Tom Hanks doppia lo sceriffo Woody. L'attore si disse molto contento del risultato e del rapporto che si era venuto a creare tra i personaggi di Buzz e Woody, molti diversi tra di loro, ma in grado di apprezzare le forze e i difetti l'uno dell'altro. Durante la pre-produzione della versione del film della Circle 7, Hanks non si era mai sbilanciato su una sua possibile partecipazione, tuttavia l'intenzione dei produttori era quella di legarlo ad un ricco contratto multi-film.[1] L'attore lavorò al film nel corso di diverse sessioni, che si tenevano a mesi di distanza l'una dall'altra.
- Tim Allen riprende il ruolo del ranger spaziale Buzz Lightyear. Al contrario di Hanks, Allen, durante la produzione di Toy Story 3 ad opera della Circle 7, affermò che sarebbe stato disponibile a prestare nuovamente la sua voce per il personaggio di Buzz Lightyear, grazie ai rapporti cordiali che aveva con la Disney (produttrice della serie Quell'uragano di papà).[1] Come Hanks, l'attore doppiò il suo personaggio nel corso di diverse sessioni, che si tenevano a mesi di distanza l'una dall'altra. Nelle scene in cui Buzz viene resettato nella versione spagnola, il personaggio è doppiato da Javier Fernandez-Peña.
- Ned Beatty doppia Lotso Grandi Abbracci, l'orsacchiotto a capo del Sunnyside. La produzione ebbe diverse difficoltà nel trovare la giusta voce per il personaggio, in quanto nel film Lotso mostra diverse sfaccettature, dal lato più bonario a quello più spregevole e vile. Alla fine, venne ingaggiato Ned Beatty, che non aveva mai doppiato un film d'animazione, ma che aveva molta esperienza nella costruzione dei personaggi e nella commedia. Unkrich disse al riguardo: «È stato difficile trovare una voce, perché è un personaggio complicato, deve essere simpatico e rassicurante, ma anche minaccioso e intimidatorio. È il sole attorno al quale ruotano tutti gli altri».[32]
- Blake Clark doppia Slinky, originariamente interpretato da Jim Varney. Clark, amico di lunga data di Varney, si disse lusingato di mantenere in vita una creazione dell'amico, deceduto nel 2000. Nel film, Clark usa una tonalità di voce e un accento molto simili a quelli usati da Varney per Slinky.[33]
- John Ratzenberger doppia Hamm, riprendendo il ruolo dei precedenti episodi. Ratzenberger è considerato il portafortuna della Pixar in quanto è apparso in tutte le pellicole dello studio finora prodotte.[34] Durante la pre-produzione Ratzenberger visionò, insieme a Hanks e Allen, una prima versione dello story reel, al termine del quale i tre accettarono l'ingaggio senza nemmeno leggere la sceneggiatura completa.[35]
- Michael Keaton presta la voce a Ken, membro della gang di Lotso. Keaton, che aveva già partecipato ad una produzione Pixar nel 2006, doppiando Chick Hicks in Cars - Motori ruggenti, affermò che doppiare un personaggio già esistente, è più difficile di quanto sembri e che parte tutto dai realizzatori, che ne stabiliscono il carattere e i manierismi.[36]
- Jodi Benson interpreta Barbie, in un ruolo più ampio rispetto alla partecipazione al precedente episodio, che aveva visto Benson nei panni di una Barbie hostess. Come gli altri attori, Benson registrò la sua parte da sola, guidata dal regista. Benson, che fu proprio la prima voce di Barbie, in un video in claymation del 1984, credette inizialmente di essere stata contattata per un altro cameo. Quando le dissero che la sua sarebbe stata una parte vera e propria, l'attrice volle essere sicura che il personaggio avesse personalità e carattere: «La voleva intelligente e passionale. La volevo reale, non di plastica».[37]
- John Morris interpreta per la terza volta Andy, il padrone dei giocattoli. Morris, che all'epoca del primo Toy Story aveva sette anni, dopo l'esperienza come attore si era dedicato agli studi alla UCLA e fu tra i primi ad essere contattato dai produttori. Nonostante abbia diversi anni in più rispetto al suo personaggio, Morris fu richiamato per mantenere una certa continuità con i precedenti episodi.[38]

Nel film compaiono anche, riprendendo i rispetti ruoli dei precedenti episodi, Don Rickles, Wallace Shawn, Estelle Harris, R. Lee Ermey, Laurie Metcalf ed Erik von Detten, e, in ruoli minori, Bonnie Hunt, Whoopi Goldberg, Timothy Dalton e Richard Kind.

#### Cameo
In linea con altri film Pixar, Toy Story 3 contiene diversi camei di personalità legata allo studio. Teddy Newton, regista del corto allegato al film Quando il giorno incontra la notte, doppia Telefono chiacchierone, Bud Luckey, designer dei personaggi e regista de L'agnello rimbalzello interpreta Chuckles il clown, Bob Peterson, co-regista e co-sceneggiatore di Up, doppia il bidello al Sunnyside, mentre il regista Lee Unkrich compare nel ruolo di Jack-in-a-Box, il pupazzo a molla che esclama «Nuovi giocattoli!» all'arrivo di Woody e dei suoi amici. La voce della figlia di Unkrich, inoltre, che aveva doppiato Molly nei precedenti episodi, viene qui utilizzata nel flashback iniziale.

### Riprese
L'animazione del film fu supervisionata da Bobby Podesta e Mike Venturini, il cui lavoro iniziò molto prima dell'inizio dell'animazione, quando mostrarono le migliori sequenze dei primi due film al gruppo di animatori e insegnarono loro a non tentare di emulare quello stile, ma di capire cosa funzionava in quelle scene e di riprodurlo alla loro maniera. Intervistarono, inoltre, diverse personalità legate alla saga: Peter Doctor, supervisore dell'animazione del primo Toy Story, così come John Lasseter, Dylan Brown, direttore dell'animazione di Toy Story 2, e gli animatori Doug Sweetland e Angus MacLane. Anche chi non aveva mai lavorato a nessuno degli episodi, come Brad Bird, venne intervistato, offrendo un parere esterno.
Un altro ostacolo per gli artisti fu quello di imparare a creare gli stati d'animo con minori punti di controllo e articolazione sul personaggio rispetto a quanto erano abituati. Podesta e Venturini affermarono che il problema era nel far capire agli animatori che dovevano essere in grado di ottenere ciò che volevano anche con personaggi più limitati, come Woody e Buzz. Inoltre, nella sequenza dei titoli di coda, in cui Buzz e Jessie ballano un paso doble, la produzione chiese aiuto ai ballerini di Dancing with the Stars Tony Dovolani e Cheryl Burke per avere dei riferimenti reali sui quali basare la scena.
Con un budget di 200 000 000 $, il film ebbe a disposizione sofisticate tecnologie grazie alle quali la troupe riuscì a creare sequenze più complesse rispetto agli altri film della saga. Una novità a livello tecnico fu la creazione di Lotso, il primo personaggio Pixar fatto interamente di peluche. Per il computer le superfici di plastica sono più facilmente gestibili rispetto ad un tessuto morbido come quello di un peluche e ciò richiese agli animatori uno studio accurato su come si piega e si comprime un peluche e quali sono i movimenti che un pupazzo senza struttura interna è in grado di eseguire.
Tuttavia, la miglioria maggiore fu la resa degli esseri umani, nel realizzare i quali i tecnici applicarono tutte le loro conoscenze in termini di articolazioni, controllo dei movimenti, ombreggiatura delle superfici e simulazioni di tessuti e peli. La difficoltà dell'incarico per i supervisori fu di mantenere un equilibrio tra l'avanzamento tecnologico e la necessità di rendere più piacevole l'aspetto dei personaggi umani, pur dando la sensazione che essi facessero parte di quel mondo. L'animazione fu ufficialmente completata il 26 marzo 2010, mentre il film vero e proprio venne ultimato il 30 aprile dello stesso anno.

### Design e scenografia
Il design dei personaggi e le scenografie vennero curate da Bob Pauley, lo scenografo del primo episodio che aveva contribuito alla creazione stilistica di Buzz Lightyear. All'inizio della produzione, il team di lavoro riguardò i disegni concettuali con l'intento di modificare i design originali dei personaggi contenuti nei computer Pixar. La troupe scoprì che i file grafici risalenti a quell'epoca non potevano essere modificati. I realizzatori dovettero ricostruirli da zero, apportando diverse modifiche. A Woody, per esempio, furono aggiunti più livelli di texture e migliorati i motivi grafici dei vestiti. Affinché desse maggiormente l'impressione che fosse fatto di stoffa, furono ridisegnate le cuciture e rese più evidenti le pieghe degli indumenti quando compie dei movimenti.
Durante la fase di ricerca, per avere dei riferimenti dei luoghi, i creatori visitarono diverse strutture, tra cui un inceneritore e degli asili, notando come ci fossero diverse similitudini tra l'architettura di un asilo, con videocamere di sicurezza e bidoni pieni di giocattoli che sembrano celle, e quella di una prigione. Questo spunto li spinse a visitare il carcere di Alcatraz per poter unire al meglio i due elementi. Tuttavia, l'intento della produzione fu quello di rendere credibile il film, piuttosto che replicare la realtà.
L'art director si concentrò maggiormente su Andy e sulla resa della sua stanza. Nel film, infatti, il personaggio di Andy è un diciassettenne ed ha subito un drastico cambiamento rispetto al film precedente. Il team di Pauley tornò al modello originale di Andy, una scultura ancora presente negli archivi Pixar, e studiò le fotografie dei figli di Lasseter, prestando particolare attenzione all'evoluzione nel tempo della struttura fisica e del volto per ottenere un'ipotesi realistica di come sarebbe cresciuto Andy. Per quanto riguarda la stanza del personaggio, gran parte della scenografia e degli arredi vennero colorati con varie tonalità di blu, per trasmettere un senso di sicurezza e di assenza di pericoli.
I realizzatori vollero omaggiare nel film Steve Jobs dando ad Andy un Mac, a Molly un iPod e mostrando brevemente Woody navigare in internet con un iMac G5. Jobs viene anche ringraziato nei titoli di coda del film, insieme, tra l'altro, a Cathleen Brown, Hayao Miyazaki e Toshio Suzuki.

### Fotografia
La fotografia del film fu affidata a Jeremy Lasky, che aveva già lavorato a WALL·E, Cars - Motori ruggenti e Alla ricerca di Nemo, e Kim White. Lasky si occupò di impostare la scena e i movimenti della macchina da presa virtuale all'interno del set creato al computer, mentre a White venne affidato il compito di illuminare gli ambienti.
Anche per quanto riguardò la fotografia, Toy Story 3 dispose di mezzi e talenti più sofisticati rispetto ai precedenti episodi. Gli avanzamenti tecnologici nella resa delle superfici, nell'illuminazione e nell'uso della cinepresa dovettero far fronte alla continuità stilistica della saga, come il regista stesso ammise: «È pur sempre un film che segue la scia di Toy Story, ma vogliamo anche mostrare il talento degli artisti e la raffinatezza della tecnologia».
Jeremy Lasky lavorò a stretto contatto con Unkrich per impostare le varie inquadrature. I due limitarono le infinite possibilità che la tecnologia offriva loro, a favore di movimenti di camera coerenti con le situazioni, plausibili e tipici del cinema dal vivo, evitando di creare angolazioni irrealistiche e «da videogioco», con l'obbiettivo di spostare l'attenzione a quello che i personaggi provano e sentono, piuttosto che a quello che sta facendo la cinepresa. Lasky affermò al riguardo: «Le nostre camere hanno molta più grazia ora e più realismo nel modo in cui si muovono. Siamo diventati molto più bravi che mai con la macchina a mano e la profondità di campo è più ricca». Per aumentare il coinvolgimento dello spettatore, la camera venne posizionata all'altezza dei giocattoli, facendo risaltare la grandezza degli ambienti e mostrandoli dal punto di vista dei protagonisti. L'illuminazione, invece, contribuì ad ampliare la scala d'azione in cui il film si muove, grazie a momenti in cui la rifrazione della luce riempie il fotogramma o in cui parte della drammaticità di una scena è data dall'illuminazione stessa, come nel finale all'interno dell'inceneritore.

### Effetti speciali
Gli effetti speciali del film vennero realizzati da un team di tecnici a cui fece capo Guido Quaroni, già supervisore agli effetti speciali in Toy Story 2 - Woody e Buzz alla riscossa e Monsters & Co. Tra le varie mansioni, quella di gestire il simulatore di fenomeni fisici e atmosferici, della resa dei tessuti e delle ombreggiature. Nonostante gli anni di innovazioni e perfezionamenti dei software che separano questo capitolo dai precedenti, il film presentò diverse sfide tecniche che vennero risolte grazie anche all'aiuto del reparto ricerca e sviluppo.
Una delle scene più difficili per il team degli effetti speciali fu quella ambientata nell'inceneritore, in cui compaiono milioni di rifiuti e pezzi di spazzatura triturata diretti verso l'inceneritore. La sequenza contiene la più alta mole di dati rispetto al resto del film e, secondo la produttrice Darla K. Anderson, non ci sarebbe stato il tempo materiale né le risorse finanziarie adeguate per animare manualmente ogni singolo oggetto presente sullo schermo. Un problema simile si presentò quando venne il momento di animare i numerosi sacchi d'immondizia nel corso del film. I sacchi dovevano essere illuminati e animati plausibilmente senza dare la sensazione di innaturalità, che avrebbe altrimenti distratto gli spettatori. Un altro effetto che si dimostrò più complesso del previsto e che richiese l'uso del simulatore fu l'abbigliamento di Bonnie, composto da molti strati di vestiario di tessuti diversi, tra cui denim, tulle e cotone, che si dovevano muovere e interagire tra di loro come delle vere stoffe.
Gli effetti speciali del film vennero nominati ai Visual Effects Society Awards e per il BAFTA ai migliori effetti speciali. Quest'ultima nomination fu la quarta candidatura per un lungometraggio d'animazione nella categoria, dopo La bella e la bestia, Toy Story e A Bug's Life - Megaminimondo.

### Effetti sonori
Gli effetti sonori del film vennero curati dal sound designer Tom Myers, dal mixer Michael Semanick e dal montatore del suono Al Nelson. I tre videro una versione su storyboard del film all'inizio del 2009, durante una riunione con il regista, per poi iniziare separatamente i propri compiti alla fine dell'anno. Gary Rydstrom collaborò al film in veste di consulente, dando consigli e suggerimenti, avendo lavorato ai precedenti Toy Story.
La preoccupazione principale di Unkrich fu quella di mantenere una continuità e una coerenza con gli altri episodi della serie anche per quanto riguardava i suoni. Gran parte degli effetti sonori, dunque, provennero dalla biblioteca sonora della Pixar. Nuovo materiale fu invece sviluppato per le diverse modalità di Buzz presenti nel film. Per la versione demo, Myers modificò i normali rumori del giocattolo, rendendoli più secchi e metallici. Per la modalità spagnola, invece, i tecnici aggiunsero più fluidità, dandogli una componente «romantica». Unkrich fu molto specifico sugli aspetti del suono e della sua interazione con la colonna sonora. Quando i giocattoli interagiscono con gli esseri umani, per esempio, emettono suoni più deboli e soffocati rispetto ai rumori d'ambiente. Ma quando in scena compaiono solo i giocattoli, i suoni vengono amplificati, per sottolineare una maggiore presenza scenica.
Uno dei problemi che si presentò nel corso della produzione fu la creazione dei nuovi suoni registrati che Buzz e Woody emettono nel corso del film. Questi effetti, infatti, furono ideati per il primo Toy Story da Gary Summers, con l'uso di una scatola per brusii analogica. Alla fine del 2009, Myers scoprì che quest'ultima era stata distrutta e tentò diverse soluzioni alternative, ma nessun programma poteva simulare alla stessa maniera quel suono. Contattò allora Howie Hammerman, l'ingegnere che ideò la scatola, chiedendogli di ricostruirla. Grazie ad Hammerman, i tecnici riuscirono ad ottenere il brusio dei giocattoli desiderato, seppur con qualche lieve differenza rispetto alla versione originale.
Toy Story 3, il cui mixaggio finale venne ultimato nel febbraio del 2010, fu il primo film masterizzato e proiettato nei cinema con un sistema audio Dolby Surround 7.1. Questo consentì ai tecnici di essere più precisi nel posizionamento di suoni, musica ed effetti ambientali e rese il dialogo dei personaggi più chiaro e cristallino.

## Colonna sonora
La colonna sonora del film fu composta da Randy Newman, che aveva già lavorato a Toy Story, Toy Story 2 e ad altri film Pixar. Il regista Lee Unkrich fu molto specifico sugli aspetti della colonna sonora. Chiese infatti al compositore di «Dare un tocco alla Carl Stalling» ad alcune scene, come la prima fuga di Woody dal Sunnyside, in cui tutti i movimenti del giocattolo sono sottolineati da percussioni musicali e supportati dagli effetti sonori.
Mostrato allo ShoWest di Las Vegas nella primavera del 2010, il film era stato mixato con una colonna sonora temporanea, che includeva Electric Eye dei Judas Priest nella sequenza iniziale, in cui i tre alieni cambiano stazione radio nella loro macchina e molto materiale composto da Newman per altre pellicole, tra cui delle partiture inutilizzate di Air Force One (divenute parte integrante delle tracce Cowboy!, Come to Papa e The Claw). Nella scena dell'inceneritore, invece, il brano di accompagnamento, che proveniva da Terminator 2 - Il giorno del giudizio, influenzò in parte il risultato finale nell'utilizzo di suoni metallici e nell'atmosfera industriale. Newman, seguendo le indicazioni del regista, scrisse quindi delle musiche molto simili a quelle presenti nella colonna sonora temporanea. Uno dei pochi temi ex novo fu quello dedicato a Lotso, che venne descritto dal regista come «Un signore del sud con una pronuncia strasciata di New Orleans.» e al quale venne affidato un motivo che rispecchia la sua personalità, attraverso molti accordi per armonica a bocca.
Nel film compaiono diverse canzoni, come Dream Weaver di Gary Wright, Le Freak dei Chic e la versione originale di You've Got a Friend in Me. Le uniche due canzoni originali presenti nel film sono una cover spagnola dei Gipsy Kings di You've Got a Friend in Me, registrata negli Abbey Road Studios, e We Belong Together, un brano pop rock scritto da Newman, in cui due persone si rendono conto che le loro vite sono fatte per essere unite l'una all'altra. Inizialmente scritta come un duetto, Newman immaginò che lo studio avrebbe ingaggiato delle voci giovani, «Come, chessò, John Mayer e Katy Perry.», per cantarla, ma l'ipotesi venne scartata, preferendo che fosse lo stesso Newman ad eseguirla, anche in favore una continuità musicale con i precedenti episodi. We Belong Together venne nominata ai Premi Oscar 2011 e, oltre ad essere stata eseguita durante la serata, insieme alle altre canzoni candidate, insieme agli altri candidati nella categoria, finì per vincere il premio, facendo aggiudicare a Newman il suo secondo Oscar per la miglior canzone.

## Promozione
La campagna pubblicitaria del film venne principalmente incentrata su una campagna virale online, oltre alle tradizionali tipologie promozionali come poster, trailer e clip dedicate ai diversi aspetti della produzione, i doppiatori, i nuovi personaggi e al ritorno dei protagonisti originali.
I Gipsy Kings si esibirono con la reinterpretazione spagnola di You've Got a Friend in Me (e riproposero anche la loro canzone più famosa, Bamboleo) al programma Dancing with the Stars, in cui i ballerini che avevano aiutato a creare la coreografia per la scena con Buzz e Jessie, Dovolani e Burke, eseguirono quello stesso ballo.

### Locandine
Per la promozione della pellicola vennero diffuse numerose locandine:
- Uno sfondo nero con il numero 3 al centro dell'immagine, usato come poster iniziale, con la prima tagline del film, No toy gets left behind ("Nessun giocattolo viene lasciato indietro").
- Una serie di poster raffiguranti i singoli personaggi su sfondo nero che interagiscono con il numero 3 del titolo.
- Tutti i personaggi stretti del film in un unico poster, con al centro l'effigie del numero 3.
- Woody e i suoi amici, appena usciti dallo scatolone delle donazioni, stupefatti e spaventati davanti alla visione dell'asilo. La locandina è la prima a presentare la tagline The breakout comedy of the summer (frase basata sul gioco di parole di breakout, che sta a significare sia "Evasione, fuga", ma è anche un modo di dire per intendere una rivelazione, una novità. In italiano il gioco di parole verrebbe perso in quanto la traduzione privilegerebbe quest'ultimo significato: "La commedia rivelazione dell'estate").
- Stessa cosa della precedente, ma con un cambiamento; i giocattoli sono sorridenti e determinati, come se fossero pronti all'avventura.
- Buzz, Woody e gli altri giocattoli intenti a scappare, di notte, dal Sunnyside, inseguiti dal camioncino giocattoli dei giocattoli dell'asilo. La tagline recita The Great Escape, frase poi usata come sottotitolo per la versione italiana del film.
- Delle locandine realizzate durante il periodo promozionale per festeggiare la Pasqua (i giocattoli reggono un uovo di Pasqua gigante) e il campionato mondiale di calcio 2010 (Woody e gli altri intenti a trasportare una vuvuzela, con vari slogan che cambiano a seconda della nazione).

### Trailer
Dopo essere stato mostrato le prime immagini del film al NAB Show di Las Vegas nell'aprile 2009, il teaser trailer venne allegato alle copie cinematografiche di Up e Avatar. Il filmato mostra Woody guidare una squadra di giocattoli nella creazione del logo del film, con oggetti di fortuna recuperati nella stanza, mentre Buzz ne ha già costruito la versione definitiva. Woody ribatte che il loro logo si illumina, mostrando le luci intorno al titolo. Buzz, allora, batte le mani, facendo illuminare il proprio logo. Il 2 ottobre 2009 venne presentato il primo trailer ufficiale del film, allegato al versione in 3D di Toy Story e Toy Story 2. Nella versione italiana del trailer, Barbie venne doppiata da Emanuela Pacotto, voce ufficiale del personaggio, poi sostituita nel film da Claudia Gerini. L'11 febbraio 2010 venne pubblicato il secondo trailer, incentrato sulla presentazione dei nuovi personaggi del Sunnyside.

### Campagna virale
Per la promozione del film vennero create diverse campagne virali parallele, costituite principalmente da video e clip animate. Tra i video virali, un'intervista a Ken, uno dei nuovi personaggi del film, in cui il bambolotto discute il suo essere un accessorio per bambine, e la serie Ken's Dating Tips for Today's Bachelor (I consigli di Ken per lo scapolo moderno), in cui Ken dà dei consigli sulla seduzione e l'approccio ad un appuntamento. I tre filmati, disponibili su YouTube si intitolano Conosci te stesso, sii te stesso, Farsi desiderare e La comunicazione è tutto.
In seguito, vennero caricate YouTube, tramite gli utenti fake MrCrazycommercials e GaikokujinJoe1 (soprannome dato dai Giapponesi ai turisti stranieri), delle registrazioni su cassetta di spot pubblicitari americani e giapponese risalenti agli anni ottanta su Lotso Grandi Abbracci, come se il giocattolo fosse stato realmente in produzione in quel periodo.
Come ulteriore mossa promozionale, il primo atto del film fu proiettato in anticipo per gli studenti di 65 università americane. La visione del film, totalmente gratuita, era possibile se si dimostrava all'entrata la propria identità di studente frequentante una di queste università. Queste proiezioni avevano l'obiettivo di invogliare il pubblico a comprare il biglietto per vedere il finale, ma anche per tentare di fare presa su un pubblico che avrebbe potuto non essere più interessato alla serie di Toy Story, avendo visto il primo film durante l'infanzia, e relegandola ad un'esperienza prettamente infantile.
Nei campus di queste università vennero affissi dei volantini per l'assunzione di fattorini per Pizza Planet, la catena di ristoranti fittizia apparsa in tutti i film Pixar, recanti un indirizzo web, BuzzCampusWUstl.com, che rimandava alla pagina di Facebook dedicata alla pellicola.

## Distribuzione

### Data di uscita
La pellicola venne presentata in anteprima il 12 giugno 2010 al Taormina Film Fest e il 15 giugno a Buenos Aires, per poi debuttare nel resto del mondo a partire dai giorni seguenti:
- 16 giugno in Cina (玩具總動員3 Wanju zong dongyuan 3), Egitto e Islanda
- 17 giugno in Argentina, Filippine, Israele (צעצוע של סיפור 3, Tzatzooa Shel Sippur 3), Malaysia, Perù, Russia (История игрушек 3), Singapore e Ungheria
- 18 giugno in Brasile, Bulgaria, Canada, Colombia, Indonesia, Messico, Panama, Polonia, Romania (Povestea jucariilor 3), Stati Uniti d'America e Taiwan
- 23 giugno nei Paesi Bassi
- 24 giugno in Australia, Grecia e Kuwait
- 1º luglio in Nuova Zelanda e Siria
- 2 luglio in Turchia (Oyuncak hikayesi 3)
- 7 luglio in Italia (Toy Story 3 - La grande fuga)
- 10 luglio in Giappone (トイ・ストーリー3)
- 14 luglio in Francia (Histoire de jouets 3) e nella regione di lingua francese della Svizzera (Histoire de jouets 3)
- 15 luglio a Hong Kong
- 16 luglio in Estonia (Lelulugu 3)
- 19 luglio nel Regno Unito
- 23 luglio in Spagna
- 28 luglio in Belgio
- 29 luglio in Austria, Germania, Portogallo e nella regione di lingua tedesca della Svizzera
- 5 agosto in Corea del Sud
- 26 agosto in Danimarca
- 27 agosto in Finlandia, Norvegia e Svezia

### Divieti
Il film fu distribuito con il visto censura "film per tutti" in gran parte delle nazioni in cui uscì, eccezione fatta per Finlandia, Norvegia e Svezia, dove fu vietato ai minori di 7 anni, Paesi Bassi e Portogallo, vietato ai minori di 6 anni, mentre in Singapore e in Sudafrica non fu consentita la visione ai minori di 10 anni accompagnati. Questi divieti furono imposti a causa delle scene in cui i giocattoli tentano la fuga dal Sunny Side e responsabili dei momenti più inquietanti della pellicola, e sulla sequenza della fornace, in cui i personaggi protagonisti rischiano la morte. Anche negli Stati Uniti d'America non furono adottati divieti. Tuttavia, poco dopo l'uscita della pellicola, Joan Graves, presidente della MPAA, ammise che la certificazione general audiences fu un grave errore e che, basandosi sulle reazioni e i commenti dei genitori riguardo alla famigerata scena dell'inceneritore, avrebbe dovuto attribuire alla pellicola un visto PG (vietato ai minori di 10 anni non accompagnati).

### Cortometraggi allegati
Come per tutti i film Pixar, ai quali vengono allegati dei cortometraggi animati, prima di Toy Story 3 - La grande fuga venne proiettato il corto Quando il giorno incontra la notte (Day & Night), diretto da Teddy Newton, che in Toy Story 3 doppia il personaggio di Telefono chiacchierone, in cui viene raccontato l'incontro tra due entità distinte, Giorno e Notte. Quando il giorno incontra la notte, a differenza dei precedenti lavori Pixar, unisce elementi disegnati a mano con animazione al computer. Il designer Don Shank affermò che è «diverso da tutto ciò che Pixar ha prodotto fino ad ora».
Oltre all'apprezzamento di critica e pubblico, il cortometraggio ottenne il Visual Effects Society Award per la miglior animazione in un cortometraggio animato, l'Annie Award per miglior cortometraggio e la candidatura all'Oscar al miglior cortometraggio d'animazione.

### Edizioni estere

#### Edizione italiana

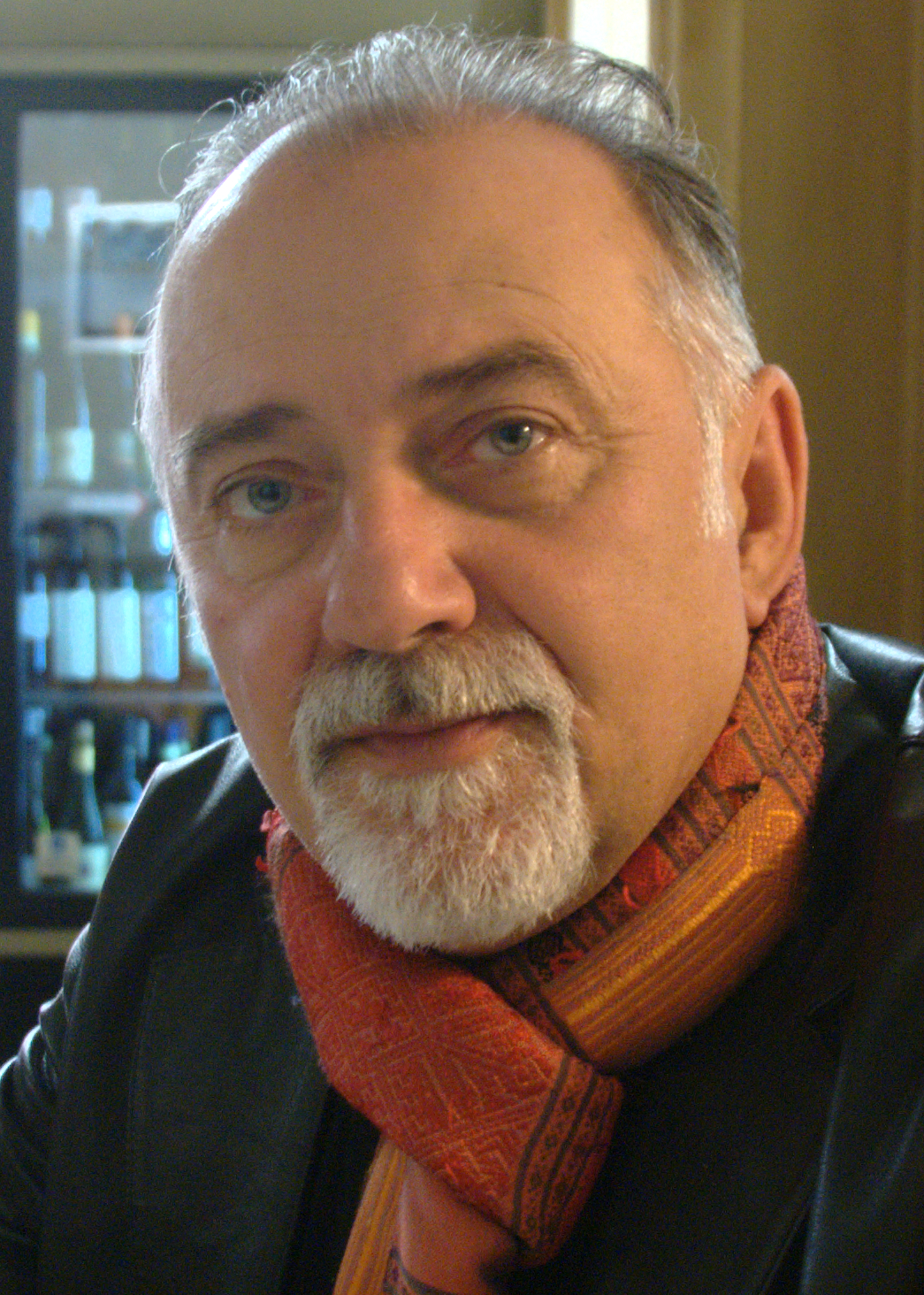
Giorgio Faletti, doppiatore italiano di Chuckles, a Lucca Comics & Games 2009.

La direzione del doppiaggio e i dialoghi italiani sono a cura di Carlo Valli per conto della Dubbing Brothers Int. Italia.
L'edizione italiana del film presenta un sottotitolo, La grande fuga, che non compare nell'edizione originale e fu inserito per uniformare la pellicola con le precedenti due (anche queste con un sottotitolo non presente nell'edizione originale). Per curare i dialoghi e la direzione del doppiaggio venne chiamato come nei capitoli precedenti - e tutti i lavori Pixar - Carlo Valli, che diresse un cast composto, tra gli altri, non solo da Fabrizio Frizzi e Massimo Dapporto, che tornarono nei rispetti ruoli di Woody e Buzz, ma anche Claudia Gerini, Fabio De Luigi, Gerry Scotti, Giorgio Faletti e Matteo Leoni. E' stato l'ultimo film dove Piero Tiberi e Fabrizio Frizzi doppiano rispettivamente Slinky e Woody, prima della loro scomparsa, avvenuta rispettivamente il 25 ottobre 2013 e il 26 marzo 2018.
Per promuovere il film, il canale Disney XD indisse un concorso, simile a quello ideato per la promozione de La principessa e il ranocchio. Intitolato Un papà per una voce, il concorso prevedeva la partecipazione di un genitore, con figli tra i sei e i quindici anni, che doveva ridoppiare una clip del film e che sarebbe poi stato scelto per prestare la voce al personaggio di Sergente (Army Man 1). Il concorso fu vinto da Giorgio Savoia, architetto milanese, e dalla figlia Margherita, di sei anni.
Il doppiaggio del film ottenne due candidature al Gran Galà del Doppiaggio Romics DD 2010, per Miglior doppiaggio di un film d'animazione (a Carlo Valli) e Miglior voce femminile di un cartone animato (a Ilaria Stagni, doppiatrice della cowgirl Jessie), vincendo entrambi i riconoscimenti nella sezione votata dal pubblico.

#### Edizione spagnola
L'edizione spagnola del film differisce da tutte le altre per la presenza della parte finale del film, in cui Buzz viene resettato e inizia a parlare in spagnolo. Per ovvie esigenze linguistiche, questa sequenza venne modificata: nella versione destinata alle regioni in cui si parla spagnolo, infatti, Buzz inizia a parlare in dialetto andaluso della Spagna del sud, difficilmente intelligibile dal resto del paese e caratterizzante uno stereotipo simile a quello rappresentato nel film.
In maniera simile all'edizione italiana, il doppiaggio spagnolo del film vide coinvolte diverse personalità televisive e cinematografiche. Il regista Álex de la Iglesia, che già aveva doppiato il personaggio del Minatore nell'edizione spagnola de Gli Incredibili, prestò la voce a Twitch (Mantis Man in spagnolo), Diego El Cigala doppiò Buzz e il presentatore televisivo Pablo Motos interpretò Sparks. Altri personaggi famosi ingaggiati furono Fofito (Chuck il clown), Manu Carreño (i soldatini), Emilio Gutiérrez Caba (Mr. Pricklepants) e Silvia Abril (Stretch, Pulpi nella versione spagnola).

### Edizioni home video
Per il mercato dell'home video vennero distribuite tre differenti versioni del film, un DVD a disco singolo, un doppio disco Blu-ray e una versione contenente i due dischi in Blu-ray, il disco DVD e una copia digitale del film. Il film fu distribuito sul mercato americano il 2 novembre 2010, mentre in Italia le versioni home video della pellicola uscirono il 20 ottobre dello stesso anno. Inoltre, fu messo in commercio un cofanetto, con la forma del baule dei giocattoli di Andy, di dieci dischi, contenenti i tre film, con i rispettivi contenuti speciali, in versione DVD, Blu-ray e in copia digitale.
Distribuito nell'autunno del 2010, il DVD di Toy Story 3 raccolse un ampio responso positivo da parte di critica e pubblico. Nella prima settimana di sfruttamento, infatti, vennero vendute più di tre milioni di unità nei soli Stati Uniti, cinque milioni e mezzo di DVD nelle prime tre settimane, corrispondenti a 103406647 $. A fine 2010, Toy Story 3 raccolse 152700532 $, diventando il secondo DVD più venduto dell'anno, dietro soltanto ad Avatar. L'edizione DVD del film presenta un solo disco e contiene la versione 2D del film e diversi contenuti inediti, tra cui il cortometraggio Quando il giorno incontra la notte, il corto Buzz Lightyear Diario della missione: la scienza dell'avventura (Buzz Lightyear Mission Logs: The Science of Adventure), prodotto insieme alla NASA, che vede Buzz recarsi alla Stazione spaziale internazionale per condurre delle ricerca sull'assenza di gravità nello spazio, e interviste e dietro le quinte sulla produzione.
L'edizione Blu-ray, uscita in concomitanza con quella in DVD, è composta da due dischi, contenenti il film in versione 2D e diversi contenuti speciali, tra cui interviste, giochi e materiale promozionale non presente nella versione in DVD. Un'ulteriore edizione del film, che differisce dalle altre per la sovraccopertina, su cui è incisa la scritta Studio Commemorative Edition, e per un messaggio di Bob Iger stampato sulla copertina, venne creata per essere distribuita a tutti i dipendenti Disney e Pixar (inclusi i lavoratori nei parchi tematici e nelle diverse strutture delle aziende). Presentato con una risoluzione video di 1080p, il Blu-ray di Toy Story 3 venne apprezzato per l'ottima trasposizione dal master originale, che mantenne i colori primari vibranti e i livelli di nero ricchi e diversificati e venne definita «Un must!». Il sito DDay.it affermò che «La qualità video offerta è, come da tradizione, di riferimento.», AnimatedView.com ne consigliò l'acquisto per il suo alto valore, sia come prodotto d'intrattenimento, sia come ottimo materiale per una demo, aggiungendo, come nota a margine, un consiglio allo studio d'animazione: «Non cadete nella tentazione di volerne fare un altro: il baule dei giocattoli è stato saccheggiato a sufficienza.», mentre Kenneth Brown, sul sito Blu-ray.com, notò che il film presentava delle imperfezioni d'immagine sugli sfondi di qualche scena, ma che «Per avere una versione migliore del film, l'unica cosa che potreste fare sarebbe quella di saltare su una DeLorean e comprare una copia dell'edizione speciale per il 25º anniversario del film.».

## Accoglienza

### Incassi
Toy Story 3 debuttò in 4 028 cinema americani e canadesi il 18 giugno 2010 e nel giorno d'apertura incassò 41148961 $, diventando il maggior incasso nel giorno d'apertura per un film animato, battendo il record precedentemente appartenuto a Shrek terzo che, nel 2007, aveva aperto con 38 milioni di dollari. Nel fine settimana d'apertura, la pellicola incassò 110307189 $, il debutto più alto di sempre per un film Pixar, superando i 70 milioni de Gli Incredibili - Una "normale" famiglia di supereroi, e per qualsiasi film uscito nel mese di giugno, record precedentemente detenuto da Transformers - La vendetta del caduto. Il 12 luglio 2010, Toy Story 3 sorpassò Alla ricerca di Nemo come miglior incasso per un film Pixar e un mese dopo batté Shrek 2, diventando il film animato con il maggior incasso di sempre. Il 27 agosto, invece, il film divenne la prima pellicola animata nella storia a raggiungere il traguardo del miliardo di dollari.
Nel Regno Unito, Toy Story 3 uscì il 19 luglio 2010, esordendo con un incasso pari a 21 milioni di sterline e diventando il secondo maggior incasso d'apertura dopo Harry Potter e il prigioniero di Azkaban. In agosto, con un guadagno di 50 milioni di sterline, Toy Story 3 diventò il film con il più alto incasso di sempre per un film animato, per poi assestarsi intorno ai 61 milioni di sterline, diventando il secondo film più visto di sempre nella nazione, dopo Avatar.
In Italia, il film debuttò il 7 luglio 2010 in 670 sale (di cui 470 in 3D), incassando nel primo fine settimana di sfruttamento poco più di 2 milioni di euro, rimanendo in testa al botteghino per cinque settimane consecutive e assestandosi a 13 681 000 di euro.
A fine corsa, Toy Story 3 incassò 415 004 880 $ negli Stati Uniti e in Canada e 652 167 031 $ nel resto del mondo, arrivando ad un incasso globale di 1 067 171 911 $ in tutto il mondo, diventando il più remunerativo film della serie e il più alto incasso del 2010.

### Critica
Toy Story 3 - La grande fuga ottenne recensioni e pareri molto positive dalla maggior parte dei critici, tanto che il sito aggregatore di recensioni Rotten Tomatoes registrò un 98% di "freschezza"; il consenso dei critici riporta:"Un'abile combinazione di commedia, avventura ed emozioni sincere, Toy Story 3 - La grande fuga è un raro terzo capitolo che funziona davvero". Il film ricevette il plauso dalla quasi totalità della critica americana, che applaudì l'elevata qualità della storia, in grado di mescolare l'intrattenimento più immediato con temi profondi e adulti, come la paura della perdita, la fedeltà, il bisogno di crescere e l'accettazione della propria mortalità. Mick LaSalle, sul San Francisco Chronicle, proclamò che: «Toy Story 3 è tecnologicamente e filosoficamente sofisticato, ultramoderno ma all'antica. È una cosa gentile, saggia e bellissima», Entertainment Weekly e TIME lo definirono il miglior film della Pixar, Peter Travers (Rolling Stone) apprezzò il film per essere riuscito a creare il senso di meraviglia tipico dell'infanzia, A. O. Scott, sul New York Times lo applaudì alla stessa maniera, inserendolo al secondo posto nella lista dei miglior film dell'anno, mentre Joe Morgenstern, sul The Wall Street Journal, scrisse di aver trovato la pellicola la migliore della trilogia, citando le scene al Sunnyside come emblematiche della nascita delle dittature.
Toy Story 3 è un film migliore in quanto riesce a raggiungere il suo obiettivo in termini convenzionali. Per 103 minuti non dà mai per scontato l'interesse del pubblico e si muove sempre avanti. Dunque è anche meno ambizioso. Wall-E e Up erano più sperimentali in questo senso. In Toy Story 3 ogni cosa importante è parte del flusso.»
(San Francisco Chronicle)
Variety esaltò il climax del terzo atto: «Toy Story 3 raggiunge l'apice nei momenti più drammatici e l'ultimo quarto d'ora ripaga i sentimenti investiti dagli spettatori quindici anni fa». Germain Lussier (SlashFilm.com) ebbe invece delle riserve sul finale, non altrettanto sviluppato e curato come il resto della storia. James R. Whitson, su AnimatedView.com, notò un miglioramento nell'animazione, più fluida, espressiva e con allestimento della scena più elaborato, ma non rimase impressionato dal livello del doppiaggio dei personaggi di contorno. Secondo il sito, l'opera rappresenta «Un bellissimo omaggio alla fine dell'infanzia, un potente memorial sull'affrontare la morte con dignità, un'intensa testimonianza sul fatto che sia normale andare avanti con la propria vita e lasciarsi alle spalle il passato».
Roger Ebert recensì positivamente la pellicola, nel complesso, ma criticò aspramente l'utilizzo del 3D, al contrario dell'Hollywood Reporter, che, oltre a promuovere la pellicola, scrisse una critica positiva sul 3D del film, considerandolo un arricchimento contestualizzato. USA Today aggiunse che gli occhialini 3D «Servono anche a nascondere le lacrime che qualsiasi essere senziente verserà durante il finale». Dello stesso parere fu Kenneth Turan, del Los Angeles Times, che, oltre ad apprezzare la pellicola, scrisse: «Il 3D arricchisce la realtà senza attirare l'attenzione su di sé», mentre Leonard Maltin, critico e storico dell'animazione, suggerì che «Il 3D è così poco invasivo perché alla Pixar credo importi poco di questo strumento. I loro film hanno già molta dimensione». Furono pochi i critici a bocciare completamente la pellicola. Tra questi, Armond White, giornalista del New York Press, che definì il film «Un gioco noioso, adatto solo a quelli sottoposti a lavaggio del cervello».
Tra gli estimatori dei Toy Story 3 compaiono anche J. K. Rowling, Jonathan Levine, Quentin Tarantino, che lo dichiarò il miglior film del 2010, e Edgar Wright, che lo inserì nella lista dei suoi cinque film preferiti dell'anno.

#### Critica internazionale
Nel Regno Unito, i critici elogiarono il film, definendolo «Lo standard dorato per l'animazione al computer», «Un perfetto esempio di un film che intrattiene spettatori di ogni età», «Ispirato ed entusiasmante come l'originale», «Il miglior terzo episodio di sempre» e aggiungendo che: «Se ci fosse un premio Nobel per l'animazione digitale, la Pixar lo dovrebbe vincere ogni anno». Total Film lo proclamò «Uno dei miglior film dell'anno.», The Guardian affermò: «Toy Story 3 è un film brutalmente per adulti - la morte dell'infanzia, l'abbandono - eppure è anche un film per famiglie sopra la media, come dimostra la sequenza d'apertura, emozionante, divertente e visivamente splendida, nel rispetto del canone Pixar», e per l'Independent «È il miglior film dell'estate. Di qualsiasi estate». Sight & Sound accolse invece l'entrata in scena di Bonnie, la nuova proprietaria dei giocattoli, che rappresenta «Un toccante tributo alla sfrenata fantasia dell'infanzia».
La sezione britannica del sito IGN lo inserì al tredicesimo posto nella classifica dei migliori film animati di sempre.
In Italia, Toy Story 3 - La grande fuga raccolse pareri e critiche molto positive dalla grande maggioranza dei recensori, che giudicarono il film al pari, se non superiore, ai precedenti capitoli e in linea con gli altri lavori Pixar. Particolare successo riscossero la diversità di generi presenti all'interno della pellicola, la capacità di intrattenere un pubblico variegato di giovani e adulti e la ricchezza visiva e narrativa.

Boris Sollazzo, su Liberazione, scrisse che «Ogni momento del film è una sorpresa, una sfida. Cercherete un film d'animazione, troverete la vita», Lietta Tornabuoni (La Stampa) disapprovò, come molti critici americani, il 3D della pellicola, ma giudicò molto positivamente il lungometraggio in sé: «La tecnica assolutamente perfetta alimenta la sceneggiatura impeccabile: arrivata alla fine, la saga dei giocattoli mostra tutte le proprie qualità, al massimo livello». Il sito FantasyMagazine, più tiepidamente, lo liquidò come un prodotto ben confezionato, ma con un uso del 3D che non sembra aggiungere nulla alla storia. 

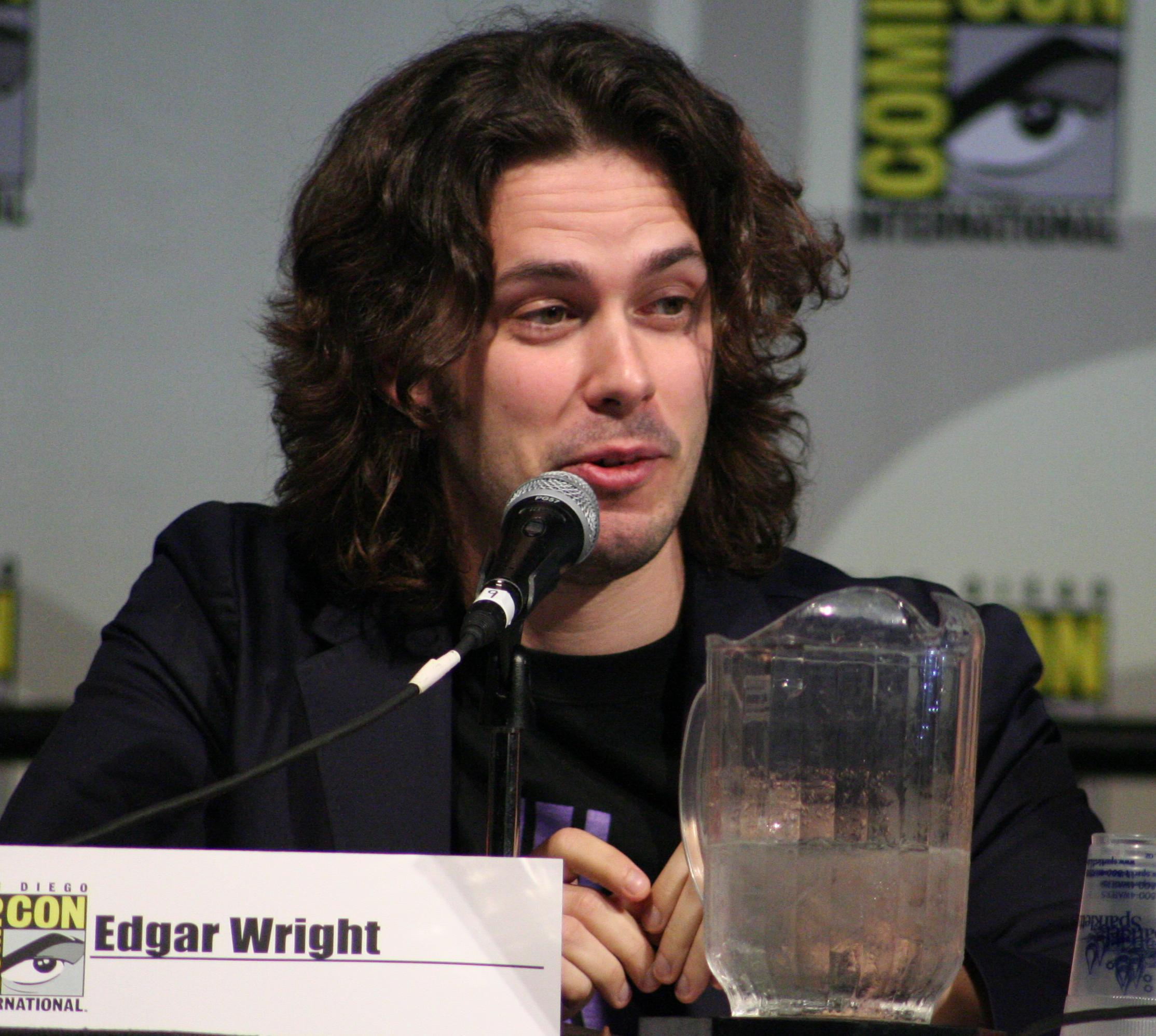
Edgar Wright scrisse: «Contiene gli ingredienti chiave delle storie per bambini: il terrore. La sequenza della fornace si unisce a quella della morte della madre di Bambi, l'apprendista stregone e la parata degli elefanti rosa nel pantheon delle grandiosità dark della Disney».

Per Paolo Mereghetti (Corriere della Sera) Toy Story 3 fu «Un fuoco d'artificio di trovate e di colpi di scena che passano dalla commedia al dramma fino al melodramma, capaci di bruciare in pochi sequenze materiali per almeno un'altra dozzina di film». Anche Mariarosa Mancuso, su Il Foglio, scrisse una recensione molto positiva che evidenziò la ricchezza e la maestria tecnica del film: «L'animazione Pixar non conosce limiti, né di tecnica (sublime) né di temi (universali). Dove lo trovate un altro film di un'ora e mezza furiosamente riscritto per un paio d'anni, fino all'assoluta perfezione? Applausi fino a spellarsi le mani».

### Primati
Già dai primi giorni di programmazione nelle sale statunitensi, Toy Story 3 segnò alcuni importanti risultati, grazie alla popolarità della saga e al sovrapprezzo del biglietto 3D, arrivando a diventare una delle pellicole più remunerative di sempre. Tra i record superati:
- Secondo maggiore incasso mondiale per un film animato, non tenendo conto dell'inflazione, e maggior incasso internazionale del 2010: un miliardo di dollari.[5]
- Primo film animato a superare il traguardo del miliardo di dollari.[6] Grazie a Toy Story 3 la Disney diventò il primo studio nella storia a produrre due film (l'altro fu Alice in Wonderland) che sfondarono il muro del miliardo di dollari nello stesso anno.[6]
- Primo maggior incasso domestico per un film d'animazione in 3D.[141]
- Maggior incasso nel giorno d'apertura per un film animato: 41 milioni di dollari.[98]
- Miglior incasso nel week-end d'apertura per un film animato.[142]
- Maggior numero di copie presenti nelle strutture cinematografiche per un film animato: 4 028 cinema e oltre 9 000 schermi.[143]
- Primo lungometraggio ad essere proiettato nei cinema con il formato audio Dolby Surround 7.1.[52]
- Primo film Pixar ad essere proiettato su uno schermo IMAX in America.
- Primo film in Italia ad essere proiettato su uno schermo IMAX 3D, solitamente riservato a documentari e filmati educativi, nel parco Oltremare di Riccione.[144]
- Primo film animato ad essere nominato per l'Oscar alla migliore sceneggiatura non originale, in quanto basata sui personaggi di Toy Story.
- Terzo film d'animazione della storia ad essere nominato anche all'Oscar miglior film.

## Riconoscimenti
Il film venne candidato per svariati premi e riconoscimenti, inclusi tre Annie Awards, cinque Academy Awards e un Golden Globe, ottenendo l'Oscar al miglior film d'animazione e quello per la migliore canzone, venendo nominato anche per la migliore sceneggiatura non originale, il miglior montaggio sonoro e al miglior film alla 83ª edizione degli Oscar. La Disney puntò molto sulla performance del film agli Oscar, promuovendolo con un'imponente campagna pubblicitaria attraverso i cosiddetti For Your Consideration.

## Citazioni e riferimenti
Svariati lungometraggi Pixar vengono omaggiati nel corso del film: in camera di Andy è visibile un adesivo ritraente il protagonista di Newt, film Pixar abortito in fase di pre-produzione che era stato affidato a Gary Rydstrom, uno sticker di Nemo, una cartolina che riporta come mittenti Carl ed Ellie Fredricksen, protagonisti di Up e un poster ritrae Finn McMissile, un personaggio di Cars 2; le batterie che alimentano Buzz sono della marca Buy-n-Large, mentre nella scena delle scommesse si vedono delle pile di marca Revolting, la stessa marca presente in Cars - Motori ruggenti, film che viene anche citato sulla maglietta di uno dei bambini, nell'asilo appaiono le versioni giocattolo di Saetta McQueen, Nemo e Mr. Ray, Flick e Mike e sul muro di una classe si nota la scritta "ATTA", nome della co-protagonista de A Bug's Life - Megaminimondo. Sid, che nel primo film della serie è il ragazzino che si diverte a rompere i giocattoli, ricompare nel film come spazzino.
Oltre ai film, sono citati anche diversi cortometraggi Pixar: Luxo Jr. appare sulla scrivania di Andy, così come compare, alla fine del film, nella sabbiera, la palla con cui gioca Luxo nel corto, l'ape di The Adventures of André and Wally B. è disegnata sullo zainetto di Bonnie, mentre i giocattoli di Tin Toy sono presenti nelle prime scene all'asilo. Inoltre, tra i pupazzi di Bonnie ce n’è uno a forma di Totoro, personaggio del film d’animazione giapponese Il mio vicino Totoro.

## Altri media

### Romanzo
Nel maggio del 2010 venne pubblicato l'adattamento per ragazzi del film. Intitolato Toy Story 3 Junior Novelization e scritto da Jasmine Jones, il libro segue fedelmente la trama del film, semplificando le vicende per i lettori più giovani, e include delle immagini tratte dalla pellicola.

### Libro fotografico
Nel maggio 2010 è stato pubblicato The Art of Toy Story 3, un libro con testi di Charles Solomon sulla realizzazione del film, corredato da immagini, artwork e disegni preliminari degli artisti. The Art of Toy Story 3 presenta anche una prefazione di John Lasseter e un'introduzione di Lee Unkrich e Darla K. Anderson.

### Videogioco
Dal film venne tratto un videogioco, Toy Story 3: Il videogioco (Toy Story 3: The Video Game), pubblicato dai Disney Interactive Studios e sviluppato dalla THQ. La gran parte del cast del film riprese il proprio ruolo per il gioco, ad eccezione dei due protagonisti, Woody e Buzz, doppiati in questo adattamento da Jim Hanks e Stephen Stanton. Il gioco, uscito il 15 giugno 2010 negli Stati Uniti e a partire da luglio nel resto del mondo, presenta tre personaggi giocabili, Woody, Buzz e Jessie.

## Casi mediatici
Unite Here, un'associazione di dipendenti degli hotel Disneyland, protestò contro il tentativo di far vincere l'Oscar al miglior film a Toy Story 3 in quanto ritennero lesi i loro diritti di lavoratori. Fino a poco tempo prima, i dipendenti e la Disney avevano raggiunto un compromesso grazie al quale i primi rinunciavano ad un consistente aumento dello stipendio in cambio della copertura sull'assicurazione sanitaria. Nell'autunno del 2010, al contrario, la compagnia li obbligò ad accettare una nuova assicurazione sanitaria, giudicata troppo costosa dal sindacato, senza aumentare i salari. Citando come motivo il fatto che nel film si promuovessero il rispetto verso gli altri, una cosa che, secondo l'unione, la Disney non stava praticando, Toy Story 3 venne scelto come fulcro della protesta. Misero in piedi una vera campagna contro il film, organizzando picchetti, raduni e creando un sito web, NoToyStory3.org.

## Merchandising
I prodotti derivati di Toy Story 3 furono diretti verso una vastissima gamma di oggetti, tra cui giocattoli, articoli da collezione, libri e videogiochi.
Nel periodo precedente l'uscita del film vennero concesse duecento licenze, di cui quaranta nell'industria dei giocattoli, a più di dodici aree produttive, dalla ristorazione, all'editoria e l'abbigliamento, fino a marchi come la Visa e l'Aflac, la più grande compagnia d'assicurazione statunitense. Tra gli articoli per bambini vennero prodotti svariati oggetti, dalle action figure, giochi da tavolo, fino ad un album tematico di figurine, oltre a tre differenti set LEGO, che vennero preceduti da una nuova collezione dedicata ai primi due episodi. Thinkway Toys distribuì la Toy Story Collection, la serie definitiva, alla cui realizzazione collaborò attivamente John Lasseter, dedicata ai personaggi principali della serie.
Uno dei settori con il quale la Disney preferì non stringere accordi fu quello dei fast food. Le partnership con McDonald's e Burger King erano state interrotte diversi anni addietro, a causa del problema dell'obesità infantile, al quale la Disney non voleva essere associata, preferendo concedere le proprie licenze a produttori di cibo sano, di frutta e di verdura. Uno di questi, la National Raisin, mise in commercio dei prodotti marchiati Toy Story 3 e contenenti alimenti salutari.
Nel solo anno di uscita della pellicola, il merchandising correlato a Toy Story 3 produsse un indotto di 9 miliardi di dollari.

## Sequel
In risposta alle insistenti domande su un seguito di Toy Story 3, il regista negò l'ipotesi di realizzare un Toy Story 4, ma lasciò intendere che fossero in lavorazione più cortometraggi dedicati alla saga, alla maniera di Cars Toons: Mater's Tall Tales.
Le storie dei personaggi proseguirono nel cortometraggio Hawaiian Vacation, diretto da Gary Rydstrom, in cui la banda di giocattoli consola Ken, rimasto a casa con gli altri mentre Bonnie è in vacanza alle Hawaii ricreando nella camera della bambina un resort estivo, in un secondo corto, Buzz a sorpresa (Small Fry), diretto da Angus MacLane, proiettato prima di I Muppet e incentrato sull'incontro di Buzz con un gruppo di sostegno per giocattoli abbandonati, e un terzo corto, Non c'è festa senza Rex (Partysaurus Rex), in cui Rex è il protagonista di una festa per giocattoli nella vasca da bagno, proiettato in occasione della ridistribuzione in 3D di Alla ricerca di Nemo.
Il 27 luglio 2011, John Lasseter confermò il progetto di Toy Story 4, che sarebbe dovuto uscire nelle sale nel 2015. Successivamente però la Disney smentì, chiarendo che la produzione del film non era ancora ufficiale. In un'intervista del 2014 la stessa società annunciò che la produzione del quarto titolo del franchise era ripresa, e che il film sarebbe uscito nelle sale nordamericane il 15 giugno 2018. Nell'ottobre 2016 la data di uscita fu posticipata al 21 giugno 2019.